# Broken Silence
Broken Silence est un film suisse réalisé par Wolfgang Panzer, sorti en 1995.
Pour la plupart des scènes, le film a été tourné en vidéo (Hi-8), car le réalisateur avait un budget très limité. 
Seules les scènes à New-York sont tournées avec de la pellicule 35 mm (prix total du film : 45 000 francs suisses)

## Synopsis
Un moine chartreux, après 25 ans sans parole, est obligé de prendre l'avion, et doit donc suspendre son vœu de silence. 

Fried Adelphi a passé les vingt et quelque dernières années dans un monastère, en Suisse. Son abbé l'envoie auprès de la propriétaire du monastère, pour prolonger un contrat de bail de 100 ans. La propriétaire est une volcanologue, qui vit retirée dans les montagnes de l'Indonésie. Dans l'avion, Fried perd son portefeuille. À Delhi, souffrant, il doit quitter l'avion. Sa voisine de siège, Ashaela, l'invite et paie l'hôtel. Ainsi commence un voyage en commun à travers l'Inde, puis en Indonésie. Les règles monastiques ne sont pas adaptées au climat indien. Mais, avec l'aide d'Ashaela, qui souffre d'un mal incurable, Fried peut s'acquitter de son devoir. De retour à New York, il trouve une église pour se confesser, église où officie le père Mulligan. 

C'est là que le film commence : le chartreux confesse son histoire, morceau par morceau. Mulligan, au départ réticent et impatient, devient intéressé. Le spectateur éprouve le road-movie au même rythme, dans les flash-backs. À la fin, Mulligan sait auprès de qui lui-même va bientôt se confesser.

## Fiche technique
- Réalisation : Wolfgang Panzer
- Scénario : Wolfgang Panzer
- Durée : 106 min
- Pays d'origine : Suisse
- Langues : anglais

## Distribution
- Martin Huber : Fried Adelphi
- Ameenah Kaplan : Ashaela
- Michael Moriarty : Father Mulligan
- Raj Kumar Kapoor : Officier d'immigration

## Distinctions

### Récompenses
- 1995 : Grand Prix du Festival International de Shanghai
- 1996 : Grand Prix du Public Cinéma-Cinéma, Genève
- 1997 : Prix Spécial aux Récompenses du Cinéma Bavarois